# 厄尔·韦弗棒球
《厄尔·韦弗棒球》是1987年棒球电子游戏，由唐·达格洛和埃迪·多姆布劳尔设计，艺电发行。 游戏中的電腦經理是棒球名人堂成员、巴尔的摩金莺时任经理的厄尔·韦弗。
《电脑游戏世界》称游戏为“无疑是近年来最令人激动的体育模拟游戏”。杂志赞扬游戏的画面和声音，并称其进攻和防守选项丰富。